# Aa paleacea
Aa paleacea é uma orquídea do gênero Aa. É nativo dos Andes, entre o sul da Costa Rica, Peru e Equador, a uma altitude de 2.900 a 4.400 metros. É a espécie-tipo para o gênero.